# Harriet Quimby

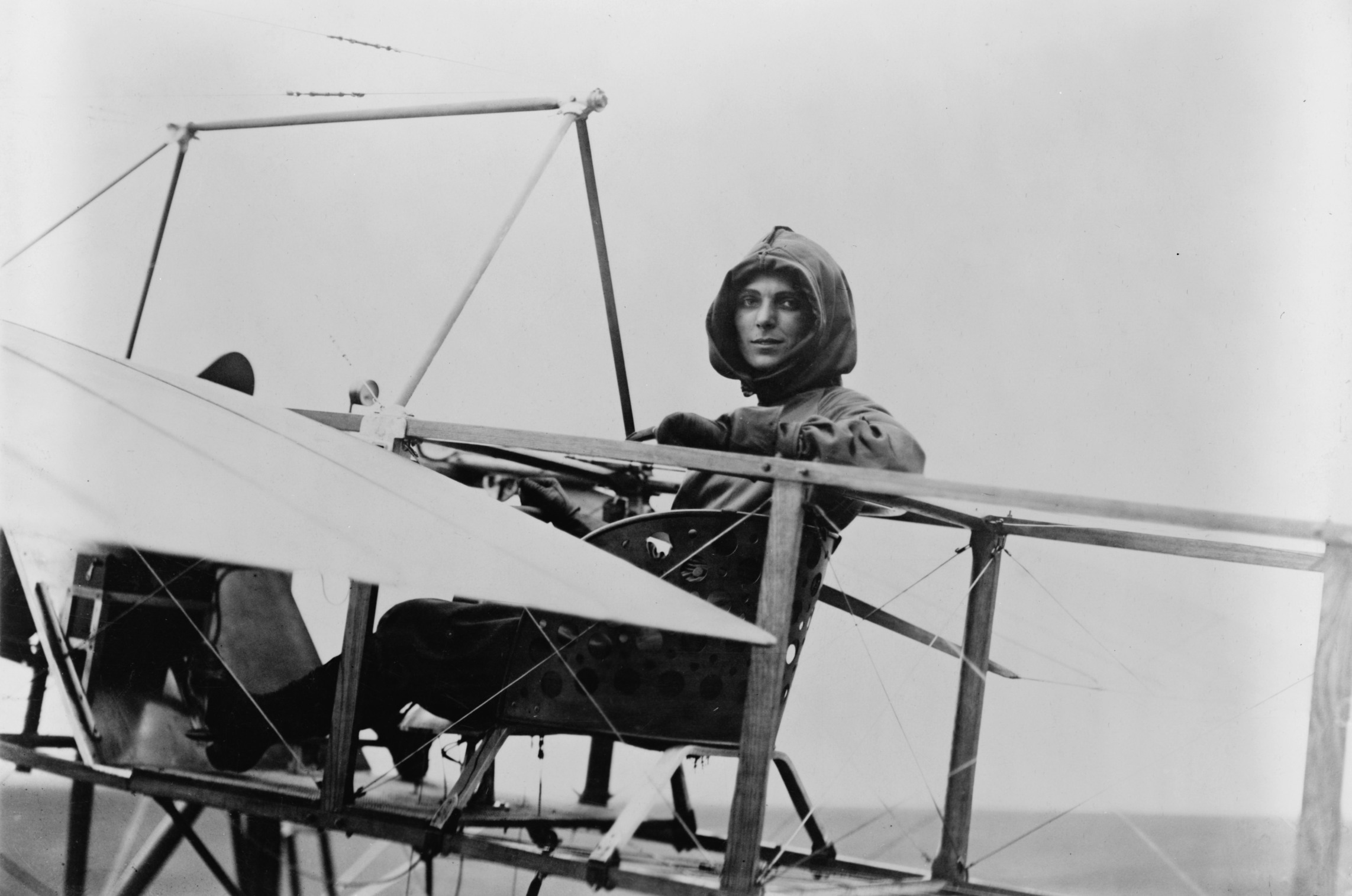
Harriet Quimby, amb el monoplà Moisant en el que va aprendre a volar

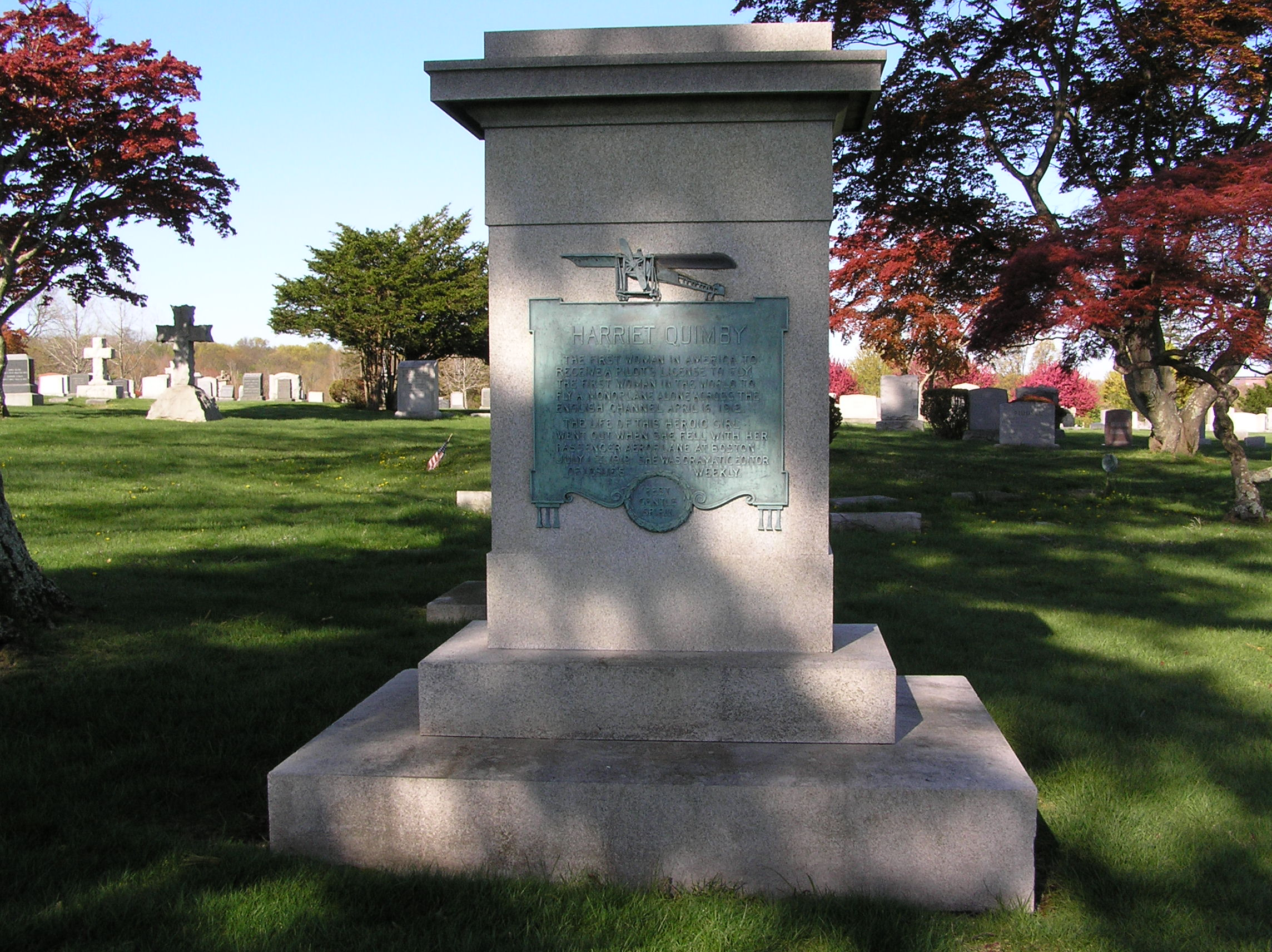
El monument de Harriet Quimby

Harriet Quimby (11 de maig de 1875 – 1 de juliol de 1912) va ser una aviadora estatunidenca i una guionista de cinema. L'any 1911, li va ser atorgat un certificat de pilot dels EUA per l'Aero Club of America, convertint-se en la primera dona a obtenir una llicència de pilot als Estats Units. Tot i que Quimby va morir als trenta-set anys, va tenir una gran influència sobre el paper de la dona a l'aviació.

## Biografia
Filla de William i Ursula Quimby, d'origen irlandès tots dos, va néixer a Michigan i tenia una germana: Kittie. Amb la seva família es va mudar a Califòrnia cap al 1902, on va començar a treballar com a periodista escrivint obres dramàtiques als diaris de San Francisco, principalment al San Francisco Bulletin. A l'any següent, es trasllada a Nova York per fer-se càrrec de les crítiques teatrals de la revista Leslie's Illustrated Weekly durant nou anys, on va publicar més de dos-cents cinquanta articles amb notable èxit. També va col·laborar amb altres revistes escrivint amb pseudònims, tant masculins com femenins, donant-se a conèixer sobretot pels seus reportatges sobre Cuba, Europa, Egipte, Islàndia i Mèxic.
A l'octubre de 1910 va anar a la trobada d'aviació de Belmont Park on es van reunir en un concurs internacional els millors pilots del món entre els que no hi havia cap dona. La cursa al voltant de l'Estàtua de la Llibertat la va guanyar John Moisant amb qui Harriet va quedar summament impressionada fins al punt de demanar-li que l'ensenyés a volar. Poc després però el pilot es va matar en una exhibició aèria a Nova Orleans i Harriet va decidir aprendre a pilotar amb el seu germà Alfred Moisant, qui havia obert una escola de pilots a Hampstead, Long Island. Allà va conèixer Matilde Moisant la segona dona a obtenir la llicència de pilot als Estats Units, amb qui va establir una gran amistat.
Immediatament després de treure's la llicència, l'1 d'agost de 1911, Quimby va entrar a formar part de The Moisant International Aviators Exhibition Team, un equip d'exhibició aèria de l'escola, on es va dissenyar el seu propi uniforme de vol que seria la seva marca de fàbrica, de setí porpra, folrat de llana i amb caputxa i del que es va parlar molt als diaris de l'època. Amb aquest uniforme i unes ulleres vistoses i aerodinàmiques va fer el seu debut, el 4 de setembre de 1911 a la Richmond CountyFair, davant d'uns 20.000 espectadors volant a la llum de la lluna per sobre de Staten Island. Aviat va ser coneguda als diaris com "La aviadora de porcellana de Saxònia".
El 1911 Quimby va ser autora de set guions o escenaris que es van fer als inicis del cinema mut pels Biograph Studios. Els set van ser dirigits pel director D. W. Griffith. A les seves pel·lícules van actuar estrelles com Florence La Badie, Wilfred Lucas, i Blanche Sweet. Quimby va fer un petit paper en una pel·lícula.
A novembre i desembre de 1911, encara amb el grup Moisant, Harriet va participar en un festival aeri a Mèxic organitzat amb motiu de la presa de possessió del president Francisco Madero. Va ser allà quan va començar a pensar en creuar el Canal de la Mànega.
L'abril del 1912, després de la mort del pilot Calbraith Perry Rodgers, l'empresa Vin Fiz, va contractar a Harriet com a portaveu de la nova soda de raïm qui amb el seu distintiu uniforme porpra va aparèixer a moltes imatges publicitàries de l'època.

## Canal de la Mànega
El març de 1912, Harriet es va embarcar rumb a Londres, on va confessar la seva idea de creuar el canal de la Mànega al director del Daily Mirror londinenc, qui es va mostra molt interessat i es va oferir a donar-li suport. Posteriorment va anar a París i va negociar amb Louis Blériot el lloguer d'un monoplà Bleriot XI de 50 CV i que va embarcar cap a Dover. Així, el 16 d'abril de 1912, Quimby va enlairar-se de Dover, Anglaterra, amb rumb a Calais, França i va fer el vol en 59 minuts, aterrant gairebé a 40 km de Calais en una platja de Neufchâtel-Hardelot, Pas de Calais. S'havia convertit en la primera dona a pilotar un avió travessant el Canal de la Mànega.
La seva fita va rebre poca atenció dels mitjans, ja que el dia anterior el RMS Titanic s'havia enfonsat centrant tot l'interès públic amb els diaris cobrint aquesta notícia.

## Mort
L'1 de juliol de 1912 Quimby va volar a la tercera edició de la exhibició anual d'aviació Harvard-Boston a l'estat de Massachusetts. Irònicament, tot i haver obtingut el seu certificat de ACA que li permetia participar en els esdeveniments de la ACA, la reunió de Boston va ser un concurs on no va estar autoritzada. Quimby va sobrevolar la badia de Dorchester a uns 3.000 peus, fins a donar la volta al far de Boston portant William A.P. Willard, el director del festival, com a passatger al seu nou monoplà Bleriot biplaça de 70 CV. A una altitud de 1.500 peus (460 m) l'aeronau va caure en picat cap a davant inesperadament per raons encara desconegudes. Tant Willard com Quimby van ser expulsats dels seus seients i van caure perdent la vida, mentre que l'avió "va lliscar cap avall i es va precipitar en el fang".
Harriet Quimby va ser enterrada al Cementiri Woodlawn al Bronx, Nova York. A l'any següent, les seves restes van ser traslladades al Cementiri Kensico a Valhalla, Nova York.